# Charles Gheerbrant
Charles Gheerbrant (13 de setembro de 1924 - 23 de abril de 2019) foi um político francês que actuou como deputado (1993-1997) e prefeito de Saint-Nicolas (1973-2001).